# Alison Williamson
Alison Williamson, född 3 november 1971, är en brittisk idrottare som tog brons i bågskytte vid olympiska sommarspelen 2004 i Aten.

## Meriter

### Olympiska meriter

#### Olympiska sommarspelen 2008
| Namn                                                | Gren         | Rankingrunda | Rankingrunda | 32-delsfinal            | 16-delsfinal               | 8-delsfinal      | Kvartsfinal      | Semifinal        | Final                              | Final            |
| Namn                                                | Gren         | Poäng        | Seed         | Resultat                | Resultat                   | Resultat         | Resultat         | Resultat         | Resultat                           | Plats            |
| --------------------------------------------------- | ------------ | ------------ | ------------ | ----------------------- | -------------------------- | ---------------- | ---------------- | ---------------- | ---------------------------------- | ---------------- |
| Alison Williamson                                   | Individuellt | 651          | 7            | Wei (TPE) (58) W 108–99 | Lorig (USA) (26) L 108–112 | Gick inte vidare | Gick inte vidare | Gick inte vidare | Gick inte vidare                   | Gick inte vidare |
| Charlotte Burgess, Naomi Folkard, Alison Williamson | Lag          | 1925         | 2            | N/A                     | N/A                        | Bye              | (7) W 201–196    | (3) L 202–208    | Bronsmatch Frankrike (5) L 201–203 | 4                |